# Martine Rouzé
Martine Rouzé (née le 1er septembre 1954 à Bully-les-Mines) est une athlète française, spécialiste des courses de demi-fond.

## Biographie
Elle est sacrée championne de France du 3 000 mètres en 1974 à Nice, dans le temps de 9 min 39 s 2.
En 1974, elle améliore à deux reprises le record de France du 3 000 mètres : 9 min 46 s 8, puis 9 min 39 s 2 lors de son titre national.